# Oswyn Murray
Oswyn Murray (* 1937) ist ein britischer Althistoriker.
Murray war ein Schüler von Arnaldo Momigliano. Seine Dissertation verfasste er zum Thema Theorien über die Monarchie in der Welt des Hellenismus. Von 1968 an war Murray Hochschullehrer an der Oxford University und Fellow am dortigen Balliol College, beides bis zum Eintreten in den Ruhestand im Jahre 2004. Er ist Fellow der Society of Antiquaries of London und Mitglied der Königlich Dänischen Akademie der Wissenschaften. Murray war Gastprofessor in Rom, Paris und in den USA (MIT und Bryn Mawr). Er ist Herausgeber der Fontana History of the Ancient World.
Die Veröffentlichungen Murrays befassen sich hauptsächlich mit der Monarchie, dem politischen Denken und mit Rationalität im antiken Griechenland. Bekannt ist Murray vor allem durch sein Standardwerk Early Greece, das auch ins Deutsche übersetzt wurde. Er ist zusammen mit Chryssanthi Avlami Gründer und Leiter eines größeren internationalen Forschungsprojekts, der Biblioteca Academica Translationum, das sich zum Ziel gesetzt hat, „den Wissenstransfer und die wechselseitige Rezeption der europäischen Forschung im Bereich der Altertumswissenschaften im 18. und 19. Jahrhundert zu untersuchen“.
Murray unterrichtete unter anderem den späteren britischen Premierminister Boris Johnson, als dieser am Balliol College Classics studierte. 2018 sandte er seinem einstigen Schüler in antiker Tradition eine renuntiatio amicitiae, einen öffentlichen Widerruf ihrer Freundschaft.

## Schriften
- Early Greece. Fontana, London 1980, ISBN 0-00-633348-6, und Harvester Press, Brighton 1980, ISBN 0-391-00767-X (Reihe Fontana History of the World).
  - Deutsche Ausgabe: Das frühe Griechenland. Übersetzt von Kai Brodersen. Deutscher Taschenbuch Verlag, München 1982, ISBN 3-423-04400-4.
- Hrsg. zusammen mit John Boardman und Jasper Griffin: The Oxford history of the classical world. Oxford University Press, Oxford 1986, ISBN 0-19-872112-9.
- Sympotica: a symposion on the symposion. Clarendon Press, Oxford 1990, ISBN 0-19-814861-5; Nachdruck 1999, ISBN 0-19-815004-0.
- Hrsg. zusammen mit Simon Price: The Greek city from Homer to Alexander. Clarendon Press, Oxford 1990, ISBN 0-19-814888-7; Nachdruck 2002, ISBN 0-19-814791-0.
- The muse of history: the ancient Greeks from the Enlightenment to the present. Harvard University Press, Cambridge, MA 2024, ISBN 9780674297456.

Murray ist ferner Herausgeber des Kommentars zu Herodot: A commentary on Herodotus: books I–IV von David Asheri, Alan Lloyd und Aldo Corcella (2-bändige englische Ausgabe des 5-bändigen italienischen Originals), Oxford Univ. Press, Oxford 2007, ISBN 0-19-814956-5.
Außerdem hat Murray unter anderem Werke von Edward Bulwer-Lytton, Jacob Burckhardt und Fernand Braudel herausgegeben und eingeleitet.